# Glenea padangensis
Glenea padangensis är en skalbaggsart som beskrevs av Stefan von Breuning 1956. Glenea padangensis ingår i släktet Glenea och familjen långhorningar. Inga underarter finns listade i Catalogue of Life.